# Surfing na Letnich Igrzyskach Olimpijskich 2024 – mężczyźni
Turniej mężczyzn w surfingu podczas XXXIII Letnich Igrzysk Olimpijskich w Paryżu odbył się w dniach 27 lipca - 5 sierpnia 2024. Do rywalizacji przystąpiło 24 sportowców z 15 krajów. Zawody odbyły się przy wsi Teahupoʻo, na Polinezji Francuskiej. Mistrzem olimpijskim został Francuz Kauli Vaast, wicemistrzem Australijczyk Jack Robinson, a brąz zdobył Brazylijczyk Gabriel Medina.
Był to II olimpijski turniej mężczyzn w surfingu.

## Terminarz
Z powodu niebezpiecznych warunków pogodowych i zbyt silnych fal część zawodów została przełożona. Terminarz przewidywał okres rezerwowy trwający do 5 sierpnia.
Godziny zostały podane w czasie UTC-10:00, obowiązującym w miejscu rozgrywania zawodów i w czasie CEST, obowiązującym w Paryżu
| Runda         | Data          | Godzina rozpoczęcia | Godzina rozpoczęcia |
| Runda         | Data          | UTC-10:00           | UTC+02:00           |
| ------------- | ------------- | ------------------- | ------------------- |
| runda 1       | 27 lipca 2024 | 11:48               | 23:48               |
| runda 2       | 28 lipca 2024 | 11:48               | 23:48               |
| runda 3       | 29 lipca 2024 | 7:00                | 19:00               |
| ćwierćfinały  | 30 lipca 2024 | 7:00                | 19:00               |
| półfinały     | 30 lipca 2024 | 11:48               | 23:48               |
| o III miejsce | 30 lipca 2024 | 14:12               | 2:12                |
| finał         | 30 lipca 2024 | 15:34               | 3:34                |

| Runda         | Data            | Godzina rozpoczęcia | Godzina rozpoczęcia |
| Runda         | Data            | UTC-10:00           | UTC+02:00           |
| ------------- | --------------- | ------------------- | ------------------- |
| runda 1       | —               | —                   | —                   |
| runda 2       | —               | —                   | —                   |
| runda 3       | —               | —                   | —                   |
| ćwierćfinały  | 1 sierpnia 2024 | 11:48               | 23:48               |
| półfinały     | 5 sierpnia 2024 | 10:30               | 22:30               |
| o III miejsce | 5 sierpnia 2024 | 12:54               | 0:54                |
| finał         | 5 sierpnia 2024 | 14:16               | 2:16                |

## System rozgrywek
W rundzie 1 zawodnicy rywalizowali w 3-osobowych grupach. Zwycięzca awansował bezpośrednio do rundy 3., natomiast zawodnicy z 2. i 3. miejsca do rundy 2. Wszystkie kolejne rundy rozgrywane były w parach, w systemie pucharowym – zwycięzca awansował do kolejnego etapu, natomiast przegrany odpadał z turnieju.
Wynikiem przejazdu była suma dwóch najwyższych ocen zdobytych w czasie jego trwania.

## Rozstawienie
Surferzy zostali rozstawieni na podstawie ich wyniku osiągniętego podczas  Mistrzostw Świata w Surfingu 2024
1. Gabriel Medina
2. Ramzi Boukhiam
3. Kauli Vaast
4. Joan Duru
5. Alonso Correa
6. Andy Criere
7. Rio Waida
8. Ethan Ewing
9. Tim Elter
10. Leonardo Fioravanti
11. John Florence
12. Filipe Toledo
13. Jack Robinson
14. Lucca Mesinas
15. Billy Stairmand
16. Connor O'Leary
17. Jordy Smith
18. Reo Inaba
19. Alan Cleland
20. Kanoa Igarashi
21. Matthew McGillivray
22. Griffin Colapinto
23. João Chianca
24. Bryan Pérez

## Rozgrywki

### Runda 1

#### Przejazd 1
| Miejsce | Surfer           | Państwo           | Fale | Fale | Fale | Fale | Wynik | Uwagi |
| Miejsce | Surfer           | Państwo           | 1    | 2    | 3    | 4    | Wynik | Uwagi |
| ------- | ---------------- | ----------------- | ---- | ---- | ---- | ---- | ----- | ----- |
| 1       | Ethan Ewing [8]  | Australia         | 7.33 | 2.57 |      |      | 9.90  | R3    |
| 2       | Jordy Smith [17] | Południowa Afryka | 5.17 | 0.93 | 2.43 |      | 7.60  | R2    |
| 3       | Tim Elter [9]    | Niemcy            | 1.00 | 0.50 | 3.00 | 1.00 | 4.00  | R2    |

#### Przejazd 2
| Miejsce | Surfer                   | Państwo           | Fale | Fale | Fale | Fale | Fale | Wynik | Uwagi |
| Miejsce | Surfer                   | Państwo           | 1    | 2    | 3    | 4    | 5    | Wynik | Uwagi |
| ------- | ------------------------ | ----------------- | ---- | ---- | ---- | ---- | ---- | ----- | ----- |
| 1       | Joan Duru [4]            | Francja           | 6.17 | 2.83 | 4.67 | 4.33 | 7.67 | 13.84 | R3    |
| 2       | Jack Robinson [13]       | Australia         | 6.83 | 6.53 | 5.73 | 1.40 |      | 13.36 | R2    |
| 3       | Matthew McGillivray [21] | Południowa Afryka | 1.33 | 0.73 | 1.93 | 3.33 | 1.07 | 5.26  | R2    |

#### Przejazd 3
| Miejsce | Surfer              | Państwo  | Fale | Fale | Fale | Wynik | Uwagi |
| Miejsce | Surfer              | Państwo  | 1    | 2    | 3    | Wynik | Uwagi |
| ------- | ------------------- | -------- | ---- | ---- | ---- | ----- | ----- |
| 1       | Alonso Correa [5]   | Peru     | 5.83 | 3.17 | 8.50 | 14.33 | R3    |
| 2       | Filipe Toledo [12]  | Brazylia | 0.93 | 1.40 | 6.23 | 7.63  | R2    |
| 3       | Kanoa Igarashi [20] | Japonia  | 4.17 |      |      | 4.17  | R2    |

#### Przejazd 4
| Miejsce | Surfer              | Państwo  | Fale | Fale | Fale | Fale | Fale | Wynik | Uwagi |
| Miejsce | Surfer              | Państwo  | 1    | 2    | 3    | 4    | 5    | Wynik | Uwagi |
| ------- | ------------------- | -------- | ---- | ---- | ---- | ---- | ---- | ----- | ----- |
| 1       | Gabriel Medina [1]  | Brazylia | 1.00 | 0.50 | 6.17 | 7.17 | 6.33 | 13.50 | R3    |
| 2       | Connor O'Leary [16] | Japonia  | 0.20 | 3.73 | 6.20 |      |      | 9.93  | R2    |
| 3       | Bryan Pérez [24]    | Salwador | 1.20 | 3.50 | 3.17 | 4.03 | 2.60 | 7.53  | R2    |

#### Przejazd 5
| Miejsce | Surfer               | Państwo       | Fale | Fale | Fale | Fale | Fale | Fale | Fale | Wynik | Uwagi |
| Miejsce | Surfer               | Państwo       | 1    | 2    | 3    | 4    | 5    | 6    | 7    | Wynik | Uwagi |
| ------- | -------------------- | ------------- | ---- | ---- | ---- | ---- | ---- | ---- | ---- | ----- | ----- |
| 1       | João Chianca [23]    | Brazylia      | 1.13 | 0.50 | 5.67 | 4.40 | 0.50 | 3.57 | 1.10 | 10.07 | R3    |
| 2       | Ramzi Boukhiam [2]   | Maroko        | 0.23 | 0.77 | 0.23 | 4.83 | 3.03 | 4.93 |      | 9.76  | R2    |
| 3       | Billy Stairmand [15] | Nowa Zelandia | 1.13 | 3.33 | 2.20 | 0.97 |      |      |      | 5.53  | R2    |

#### Przejazd 6
| Miejsce | Surfer                  | Państwo           | Fale | Fale | Fale | Fale | Fale | Fale | Fale | Wynik | Uwagi |
| Miejsce | Surfer                  | Państwo           | 1    | 2    | 3    | 4    | 5    | 6    | 7    | Wynik | Uwagi |
| ------- | ----------------------- | ----------------- | ---- | ---- | ---- | ---- | ---- | ---- | ---- | ----- | ----- |
| 1       | John John Florence [11] | Stany Zjednoczone | 6.33 | 5.67 | 8.00 | 1.50 | 9.33 | 1.37 | 5.67 | 17.33 | R3    |
| 2       | Alan Cleland [19]       | Meksyk            | 7.17 | 7.17 |      |      |      |      |      | 14.34 | R2    |
| 3       | Andy Criere [6]         | Hiszpania         | 3.50 | 1.00 | 8.50 |      |      |      |      | 12.00 | R2    |

#### Przejazd 7
| Miejsce | Surfer                 | Państwo           | Fale | Fale | Fale | Fale | Fale | Wynik | Uwagi |
| Miejsce | Surfer                 | Państwo           | 1    | 2    | 3    | 4    | 5    | Wynik | Uwagi |
| ------- | ---------------------- | ----------------- | ---- | ---- | ---- | ---- | ---- | ----- | ----- |
| 1       | Griffin Colapinto [22] | Stany Zjednoczone | 7.50 | 0.50 | 5.77 | 9.53 | 1.00 | 17.03 | R3    |
| 2       | Kauli Vaast [3]        | Francja           | 1.50 | 4.60 | 5.83 | 7.80 |      | 13.63 | R2    |
| 3       | Lucca Mesinas [14]     | Peru              | 1.00 | 6.00 | 4.33 | 5.10 |      | 11.10 | R2    |

#### Przejazd 8
| Miejsce | Surfer                   | Państwo   | Fale | Fale | Fale | Fale | Wynik | Uwagi |
| Miejsce | Surfer                   | Państwo   | 1    | 2    | 3    | 4    | Wynik | Uwagi |
| ------- | ------------------------ | --------- | ---- | ---- | ---- | ---- | ----- | ----- |
| 1       | Reo Inaba [18]           | Japonia   | 7.33 | 5.43 | 0.37 | 0.43 | 12.76 | R3    |
| 2       | Leonardo Fioravanti [10] | Włochy    | 4.17 | 4.70 |      |      | 8.87  | R2    |
| 3       | Rio Waida [7]            | Indonezja | 5.17 | 0.57 |      |      | 5.74  | R2    |

### Runda 2

#### Przejazd 1
| Miejsce | Surfer                   | Państwo | Fale | Fale | Fale | Fale | Fale | Fale | Wynik | Uwagi |
| Miejsce | Surfer                   | Państwo | 1    | 2    | 3    | 4    | 5    | 6    | Wynik | Uwagi |
| ------- | ------------------------ | ------- | ---- | ---- | ---- | ---- | ---- | ---- | ----- | ----- |
| 1       | Kanoa Igarashi [20]      | Japonia | 7.17 | 3.67 | 0.70 | 6.00 | 0.43 | 6.70 | 13.87 | R3    |
| 2       | Leonardo Fioravanti [10] | Włochy  | 0.93 | 1.33 | 0.70 | 5.67 |      |      | 7.00  |       |

#### Przejazd 2
| Miejsce | Surfer              | Państwo | Fale | Fale | Fale | Wynik | Uwagi |
| Miejsce | Surfer              | Państwo | 1    | 2    | 3    | Wynik | Uwagi |
| ------- | ------------------- | ------- | ---- | ---- | ---- | ----- | ----- |
| 1       | Connor O'Leary [16] | Japonia | 7.33 | 7.17 | 0.50 | 14.50 | R3    |
| 2       | Tim Elter [9]       | Niemcy  | 1.57 | 0.93 | 4.50 | 6.07  |       |

#### Przejazd 3
| Miejsce | Surfer           | Państwo           | Fale | Fale | Fale | Fale | Fale | Fale | Fale | Wynik | Uwagi |
| Miejsce | Surfer           | Państwo           | 1    | 2    | 3    | 4    | 5    | 6    | 7    | Wynik | Uwagi |
| ------- | ---------------- | ----------------- | ---- | ---- | ---- | ---- | ---- | ---- | ---- | ----- | ----- |
| 1       | Jordy Smith [17] | Południowa Afryka | 5.50 | 2.17 | 2.33 | 4.00 | 0.43 | 3.53 | 0.27 | 9.50  | R3    |
| 2       | Rio Waida [7]    | Indonezja         | 4.67 | 0.20 | 0.73 |      |      |      |      | 5.40  |       |

#### Przejazd 4
| Miejsce | Surfer                   | Państwo           | Fale | Fale | Fale | Fale | Fale | Wynik | Uwagi |
| Miejsce | Surfer                   | Państwo           | 1    | 2    | 3    | 4    | 5    | Wynik | Uwagi |
| ------- | ------------------------ | ----------------- | ---- | ---- | ---- | ---- | ---- | ----- | ----- |
| 1       | Kauli Vaast [3]          | Francja           | 4.17 | 7.50 | 5.67 | 1.00 | 6.53 | 14.03 | R3    |
| 2       | Matthew McGillivray [21] | Południowa Afryka | 3.50 | 7.17 | 0.73 | 0.60 |      | 10.67 |       |

#### Przejazd 5
| Miejsce | Surfer             | Państwo  | Fale | Fale | Fale | Fale | Fale | Fale | Fale | Fale | Wynik | Uwagi |
| Miejsce | Surfer             | Państwo  | 1    | 2    | 3    | 4    | 5    | 6    | 7    | 8    | Wynik | Uwagi |
| ------- | ------------------ | -------- | ---- | ---- | ---- | ---- | ---- | ---- | ---- | ---- | ----- | ----- |
| 1       | Ramzi Boukhiam [2] | Maroko   | 5.00 | 0.50 | 1.43 | 0.50 | 7.00 | 3.33 | 0.13 | 7.60 | 14.60 | R3    |
| 2       | Bryan Pérez [24]   | Salwador | 6.17 | 1.23 | 0.40 | 0.50 | 1.63 | 5.30 | 6.43 |      | 12.60 |       |

#### Przejazd 6
| Miejsce | Surfer            | Państwo   | Fale | Fale | Fale | Fale | Fale | Fale | Fale | Wynik | Uwagi |
| Miejsce | Surfer            | Państwo   | 1    | 2    | 3    | 4    | 5    | 6    | 7    | Wynik | Uwagi |
| ------- | ----------------- | --------- | ---- | ---- | ---- | ---- | ---- | ---- | ---- | ----- | ----- |
| 1       | Alan Cleland [19] | Meksyk    | 4.50 | 1.83 | 1.77 | 8.50 | 1.00 | 3.00 | 6.67 | 15.17 | R3    |
| 2       | Andy Criere [6]   | Hiszpania | 2.50 | 1.93 | 1.00 | 0.73 | 1.07 | 1.23 |      | 4.43  |       |

#### Przejazd 7
| Miejsce | Surfer             | Państwo   | Fale | Fale | Wynik | Uwagi |
| Miejsce | Surfer             | Państwo   | 1    | 2    | Wynik | Uwagi |
| ------- | ------------------ | --------- | ---- | ---- | ----- | ----- |
| 1       | Jack Robinson [13] | Australia | 9.87 | 7.00 | 16.87 | R3    |
| 2       | Lucca Mesinas [14] | Peru      | 6.00 | 4.83 | 10.83 |       |

#### Przejazd 8
| Miejsce | Surfer               | Państwo       | Fale | Fale | Fale | Fale | Fale | Wynik | Uwagi |
| Miejsce | Surfer               | Państwo       | 1    | 2    | 3    | 4    | 5    | Wynik | Uwagi |
| ------- | -------------------- | ------------- | ---- | ---- | ---- | ---- | ---- | ----- | ----- |
| 1       | Filipe Toledo [12]   | Brazylia      | 7.33 | 0.43 | 2.17 | 9.67 | 6.33 | 17.00 | R3    |
| 2       | Billy Stairmand [15] | Nowa Zelandia | 8.17 | 5.83 |      |      |      | 14.00 |       |

### Runda 3

#### Przejazd 1
| Miejsce | Surfer            | Państwo           | Fale | Fale | Fale | Fale | Fale | Wynik | Uwagi |
| Miejsce | Surfer            | Państwo           | 1    | 2    | 3    | 4    | 5    | Wynik | Uwagi |
| ------- | ----------------- | ----------------- | ---- | ---- | ---- | ---- | ---- | ----- | ----- |
| 1       | Alonso Correa [5] | Peru              | 4.83 | 5.33 | 8.50 | 6.50 | 1.23 | 15.00 | Q     |
| 2       | Jordy Smith [17]  | Południowa Afryka | 5.90 | 0.50 | 0.93 | 6.30 |      | 12.20 |       |

#### Przejazd 2
| Miejsce | Surfer             | Państwo  | Fale | Fale | Fale | Fale | Fale | Wynik | Uwagi |
| Miejsce | Surfer             | Państwo  | 1    | 2    | 3    | 4    | 5    | Wynik | Uwagi |
| ------- | ------------------ | -------- | ---- | ---- | ---- | ---- | ---- | ----- | ----- |
| 1       | Reo Inaba [18]     | Japonia  | 2.17 | 3.17 | 0.50 | 2.03 | 2.83 | 6.00  | Q     |
| 2       | Filipe Toledo [12] | Brazylia | 1.43 | 0.97 | 1.03 |      |      | 2.46  |       |

#### Przejazd 3
| Miejsce | Surfer                 | Państwo           | Fale | Fale | Fale | Wynik | Uwagi |
| Miejsce | Surfer                 | Państwo           | 1    | 2    | 3    | Wynik | Uwagi |
| ------- | ---------------------- | ----------------- | ---- | ---- | ---- | ----- | ----- |
| 1       | Kauli Vaast [3]        | Francja           | 7.33 | 7.77 |      | 15.10 | Q     |
| 2       | Griffin Colapinto [22] | Stany Zjednoczone | 6.33 | 7.50 | 5.90 | 13.83 |       |

#### Przejazd 4
| Miejsce | Surfer            | Państwo | Fale | Fale | Fale | Fale | Fale | Wynik | Uwagi |
| Miejsce | Surfer            | Państwo | 1    | 2    | 3    | 4    | 5    | Wynik | Uwagi |
| ------- | ----------------- | ------- | ---- | ---- | ---- | ---- | ---- | ----- | ----- |
| 1       | Joan Duru [4]     | Francja | 4.67 | 9.10 | 4.93 | 4.00 | 9.03 | 18.13 | Q     |
| 2       | Alan Cleland [19] | Meksyk  | 3.17 | 4.33 | 7.00 | 8.17 | 0,20 | 15.17 |       |

#### Przejazd 5
| Miejsce | Surfer              | Państwo  | Fale | Fale | Fale | Fale | Fale | Fale | Wynik | Uwagi |
| Miejsce | Surfer              | Państwo  | 1    | 2    | 3    | 4    | 5    | 6    | Wynik | Uwagi |
| ------- | ------------------- | -------- | ---- | ---- | ---- | ---- | ---- | ---- | ----- | ----- |
| 1       | Gabriel Medina [1]  | Brazylia | 2.50 | 9.90 | 5.33 | 7.50 | 2.63 | 7.00 | 17.40 | Q     |
| 2       | Kanoa Igarashi [20] | Japonia  | 0.73 | 0.17 | 3.67 | 2.77 | 3.37 |      | 7.04  |       |

#### Przejazd 6
| Miejsce | Surfer             | Państwo  | Fale | Fale | Fale | Fale | Fale | Fale | Wynik | Uwagi |
| Miejsce | Surfer             | Państwo  | 1    | 2    | 3    | 4    | 5    | 6    | Wynik | Uwagi |
| ------- | ------------------ | -------- | ---- | ---- | ---- | ---- | ---- | ---- | ----- | ----- |
| 1       | João Chianca [23]  | Brazylia | 8.33 | 6.70 | 8.03 | 9.30 | 8.80 |      | 18.10 | Q     |
| 2       | Ramzi Boukhiam [2] | Maroko   | 6.33 | 7.83 | 5.17 | 8.10 | 9.70 | 1.27 | 17.80 |       |

#### Przejazd 7
| Miejsce | Surfer                  | Państwo           | Fale | Fale | Fale | Fale | Fale | Fale | Wynik | Uwagi |
| Miejsce | Surfer                  | Państwo           | 1    | 2    | 3    | 4    | 5    | 6    | Wynik | Uwagi |
| ------- | ----------------------- | ----------------- | ---- | ---- | ---- | ---- | ---- | ---- | ----- | ----- |
| 1       | Jack Robinson [13]      | Australia         | 0.17 | 1.90 | 7.17 | 1.83 | 5.83 | 6.77 | 13.94 | Q     |
| 2       | John John Florence [11] | Stany Zjednoczone | 1.17 | 1.77 | 6.50 | 2.57 |      |      | 9.07  |       |

#### Przejazd 8
| Miejsce | Surfer              | Państwo   | Fale | Fale | Fale | Fale | Fale | Fale | Wynik | Uwagi |
| Miejsce | Surfer              | Państwo   | 1    | 2    | 3    | 4    | 5    | 6    | Wynik | Uwagi |
| ------- | ------------------- | --------- | ---- | ---- | ---- | ---- | ---- | ---- | ----- | ----- |
| 1       | Ethan Ewing [8]     | Australia | 5.50 | 1.30 | 0.20 | 8.67 | 1.80 |      | 14.17 | Q     |
| 2       | Connor O'Leary [16] | Japonia   | 3.00 | 0.50 | 8.00 | 0.27 | 0.93 | 0.23 | 11.00 |       |

### Ćwierćfinały

#### Przejazd 1
| Miejsce | Surfer            | Państwo | Fale | Fale | Fale | Fale | Fale | Wynik | Uwagi |
| Miejsce | Surfer            | Państwo | 1    | 2    | 3    | 4    | 5    | Wynik | Uwagi |
| ------- | ----------------- | ------- | ---- | ---- | ---- | ---- | ---- | ----- | ----- |
| 1       | Alonso Correa [5] | Peru    | 0.17 | 2.57 | 4.17 | 6.33 |      | 10.50 | Q     |
| 2       | Reo Inaba [18]    | Japonia | 2.83 | 0.47 | 7.33 | 0.50 | 0.33 | 10.16 |       |

#### Przejazd 2
| Miejsce | Surfer          | Państwo | Fale | Fale | Fale | Fale | Fale | Fale | Fale | Fale | Fale | Wynik | Uwagi |
| Miejsce | Surfer          | Państwo | 1    | 2    | 3    | 4    | 5    | 6    | 7    | 8    | 9    | Wynik | Uwagi |
| ------- | --------------- | ------- | ---- | ---- | ---- | ---- | ---- | ---- | ---- | ---- | ---- | ----- | ----- |
| 1       | Kauli Vaast [3] | Francja | 1.33 | 1.07 | 3.43 | 6.33 | 2.00 | 7.33 | 8.00 | 6.83 | 0.50 | 15.33 | Q     |
| 2       | Joan Duru [4]   | Francja | 3.67 | 0.77 | 4.83 | 7.50 |      |      |      |      |      | 12.33 |       |

#### Przejazd 3
| Miejsce | Surfer             | Państwo  | Fale | Fale | Fale | Fale | Fale | Fale | Fale | Fale | Wynik | Uwagi |
| Miejsce | Surfer             | Państwo  | 1    | 2    | 3    | 4    | 5    | 6    | 7    | 8    | Wynik | Uwagi |
| ------- | ------------------ | -------- | ---- | ---- | ---- | ---- | ---- | ---- | ---- | ---- | ----- | ----- |
| 1       | Gabriel Medina [1] | Brazylia | 6.67 | 0.50 | 8.10 | 1.00 |      |      |      |      | 14.77 | Q     |
| 2       | João Chianca [23]  | Brazylia | 0.20 | 2.33 | 1.07 | 0.80 | 4.83 | 1.80 | 4.50 | 0.47 | 9.33  |       |

#### Przejazd 4
| Miejsce | Surfer             | Państwo   | Fale | Fale | Fale | Fale | Fale | Wynik | Uwagi |
| Miejsce | Surfer             | Państwo   | 1    | 2    | 3    | 4    | 5    | Wynik | Uwagi |
| ------- | ------------------ | --------- | ---- | ---- | ---- | ---- | ---- | ----- | ----- |
| 1       | Jack Robinson [13] | Australia | 1.00 | 0.83 | 7.33 | 0.50 | 8.00 | 15.33 | Q     |
| 2       | Ethan Ewing [8]    | Australia | 1.20 | 8.33 | 1.57 | 4.67 |      | 13.00 |       |

### Półfinały

#### Przejazd 1
| Miejsce | Surfer            | Państwo | Fale | Fale | Fale | Fale | Fale | Fale | Fale | Fale | Wynik | Uwagi |
| Miejsce | Surfer            | Państwo | 1    | 2    | 3    | 4    | 5    | 6    | 7    | 8    | Wynik | Uwagi |
| ------- | ----------------- | ------- | ---- | ---- | ---- | ---- | ---- | ---- | ---- | ---- | ----- | ----- |
| 1       | Kauli Vaast [3]   | Francja | 2.00 | 0.87 | 4.00 | 5.83 | 5.13 |      |      |      | 10.96 | Q     |
| 2       | Alonso Correa [5] | Peru    | 2.67 | 1.37 | 3.77 | 0.67 | 0.63 | 5.67 | 3.93 | 1.60 | 9.60  |       |

#### Przejazd 2
| Miejsce | Surfer             | Państwo   | Fale | Fale | Fale | Wynik | Uwagi |
| Miejsce | Surfer             | Państwo   | 1    | 2    | 3    | Wynik | Uwagi |
| ------- | ------------------ | --------- | ---- | ---- | ---- | ----- | ----- |
| 1       | Jack Robinson [13] | Australia | 0.50 | 4.50 | 7.83 | 12.33 | Q     |
| 2       | Gabriel Medina [1] | Brazylia  | 6.33 |      |      | 6.33  |       |

### o III miejsce
| Miejsce | Surfer             | Państwo  | Fale | Fale | Fale | Fale | Fale | Fale | Fale | Fale | Wynik | Uwagi |
| Miejsce | Surfer             | Państwo  | 1    | 2    | 3    | 4    | 5    | 6    | 7    | 8    | Wynik | Uwagi |
| ------- | ------------------ | -------- | ---- | ---- | ---- | ---- | ---- | ---- | ---- | ---- | ----- | ----- |
| 1       | Gabriel Medina [1] | Brazylia | 5.67 | 0.87 | 0.83 | 7.50 | 7.77 | 0.50 | 7.77 | 1.07 | 15.54 | brąz  |
| 2       | Alonso Correa [5]  | Peru     | 6.83 | 0.50 | 5.00 | 5.60 | 2.10 |      |      |      | 12.43 |       |

### Finał
| Miejsce | Surfer             | Państwo   | Fale | Fale | Wynik | Uwagi  |
| Miejsce | Surfer             | Państwo   | 1    | 2    | Wynik | Uwagi  |
| ------- | ------------------ | --------- | ---- | ---- | ----- | ------ |
| 1       | Kauli Vaast [3]    | Francja   | 9.50 | 8.17 | 17.67 | złoto  |
| 2       | Jack Robinson [13] | Australia | 7.83 |      | 7.83  | srebro |

## Schemat fazy pucharowej
|  |         |                    |         |               |       |              |                |               |               |                |           |           |           |  |  |       |       |       |
|  | runda 3 | runda 3            | runda 3 |               |       | ćwierćfinały | ćwierćfinały   | ćwierćfinały  |               |                | półfinały | półfinały | półfinały |  |  | finał | finał | finał |
|  | runda 3 | runda 3            | runda 3 |               |       | ćwierćfinały | ćwierćfinały   | ćwierćfinały  |               |                | półfinały | półfinały | półfinały |  |  | finał | finał | finał |
|  |         |                    |         |               |       |              |                |               |               |                |           |           |           |  |  |       |       |       |
|  |         |                    |         |               |       |              |                |               |               |                |           |           |           |  |  |       |       |       |
|  | 5       | Alonso Correa      | 15.00   |               |       |              |                |               |               |                |           |           |           |  |  |       |       |       |
|  | 5       | Alonso Correa      | 15.00   |               |       |              |                |               |               |                |           |           |           |  |  |       |       |       |
|  | 17      | Jordy Smith        | 12.20   |               |       |              |                |               |               |                |           |           |           |  |  |       |       |       |
|  | 17      | Jordy Smith        | 12.20   |               |       | 5            | Alonso Correa  | 10.50         |               |                |           |           |           |  |  |       |       |       |
|  |         |                    |         |               |       | 5            | Alonso Correa  | 10.50         |               |                |           |           |           |  |  |       |       |       |
|  |         |                    | 18      | Reo Inaba     | 10.16 |              |                |               |               |                |           |           |           |  |  |       |       |       |
|  | 18      | Reo Inaba          | 18      | Reo Inaba     | 10.16 | 6.00         |                |               |               |                |           |           |           |  |  |       |       |       |
|  | 18      | Reo Inaba          |         |               |       |              |                |               |               |                |           |           |           |  |  |       |       |       |
|  | 12      | Filipe Toledo      | 2.46    |               |       |              |                |               |               |                |           |           |           |  |  |       |       |       |
|  | 12      | Filipe Toledo      | 2.46    |               |       | 5            | Alonso Correa  | 9.60          |               |                |           |           |           |  |  |       |       |       |
|  |         |                    |         |               |       |              |                |               |               |                |           |           |           |  |  |       |       |       |
|  |         |                    | 3       | Kauli Vaast   | 10.96 |              |                |               |               |                |           |           |           |  |  |       |       |       |
|  | 22      | Griffin Colapinto  | 3       | Kauli Vaast   | 10.96 | 13.83        |                |               |               |                |           |           |           |  |  |       |       |       |
|  | 22      | Griffin Colapinto  |         |               |       |              |                |               |               |                |           |           |           |  |  |       |       |       |
|  | 3       | Kauli Vaast        | 15.10   |               |       |              |                |               |               |                |           |           |           |  |  |       |       |       |
|  | 3       | Kauli Vaast        | 15.10   |               |       | 3            | Kauli Vaast    | 15.33         |               |                |           |           |           |  |  |       |       |       |
|  |         |                    |         |               |       | 3            | Kauli Vaast    | 15.33         |               |                |           |           |           |  |  |       |       |       |
|  |         |                    | 4       | Joan Duru     | 12.33 |              |                |               |               |                |           |           |           |  |  |       |       |       |
|  | 4       | Joan Duru          | 4       | Joan Duru     | 12.33 | 18.13        |                |               |               |                |           |           |           |  |  |       |       |       |
|  | 4       | Joan Duru          |         |               |       |              |                |               |               |                |           |           |           |  |  |       |       |       |
|  | 19      | Alan Cleland       | 15.17   |               |       |              |                |               |               |                |           |           |           |  |  |       |       |       |
|  | 19      | Alan Cleland       | 15.17   |               |       | 3            | Kauli Vaast    | 17.67         |               |                |           |           |           |  |  |       |       |       |
|  |         |                    |         |               |       |              |                |               |               |                |           |           |           |  |  |       |       |       |
|  |         |                    | 13      | Jack Robinson | 7.83  |              |                |               |               |                |           |           |           |  |  |       |       |       |
|  | 1       | Gabriel Medina     | 13      | Jack Robinson | 7.83  | 17.40        |                |               |               |                |           |           |           |  |  |       |       |       |
|  | 1       | Gabriel Medina     |         |               |       |              |                |               |               |                |           |           |           |  |  |       |       |       |
|  | 20      | Kanoa Igarashi     | 7.04    |               |       |              |                |               |               |                |           |           |           |  |  |       |       |       |
|  | 20      | Kanoa Igarashi     | 7.04    |               |       | 1            | Gabriel Medina | 14.77         |               |                |           |           |           |  |  |       |       |       |
|  |         |                    |         |               |       | 1            | Gabriel Medina | 14.77         |               |                |           |           |           |  |  |       |       |       |
|  |         |                    | 23      | João Chianca  | 9.33  |              |                |               |               |                |           |           |           |  |  |       |       |       |
|  | 23      | João Chianca       | 23      | João Chianca  | 9.33  | 18.10        |                |               |               |                |           |           |           |  |  |       |       |       |
|  | 23      | João Chianca       |         |               |       |              |                |               |               |                |           |           |           |  |  |       |       |       |
|  | 2       | Ramzi Boukhiam     | 17.80   |               |       |              |                |               |               |                |           |           |           |  |  |       |       |       |
|  | 2       | Ramzi Boukhiam     | 17.80   |               |       | 1            | Gabriel Medina | 6.33          |               |                |           |           |           |  |  |       |       |       |
|  |         |                    |         |               |       |              |                |               |               |                |           |           |           |  |  |       |       |       |
|  |         |                    | 13      | Jack Robinson | 12.33 |              |                | o III miejsce | o III miejsce | o III miejsce  |           |           |           |  |  |       |       |       |
|  | 11      | John John Florence | 13      | Jack Robinson | 12.33 | 9.07         |                | o III miejsce | o III miejsce | o III miejsce  |           |           |           |  |  |       |       |       |
|  | 11      | John John Florence |         |               |       |              |                |               |               |                |           |           |           |  |  |       |       |       |
|  | 13      | Jack Robinson      | 13.94   |               |       |              |                |               |               |                |           |           |           |  |  |       |       |       |
|  | 13      | Jack Robinson      | 13.94   |               |       | 13           | Jack Robinson  | 15.33         | 1             | Gabriel Medina | 15.54     |           |           |  |  |       |       |       |
|  |         |                    |         |               |       | 13           | Jack Robinson  | 15.33         | 1             | Gabriel Medina | 15.54     |           |           |  |  |       |       |       |
|  |         |                    | 8       | Ethan Ewing   | 13.00 |              |                | 5             | Alonso Correa | 12.43          |           |           |           |  |  |       |       |       |
|  | 8       | Ethan Ewing        | 8       | Ethan Ewing   | 13.00 | 14.17        |                | 5             | Alonso Correa | 12.43          |           |           |           |  |  |       |       |       |
|  | 8       | Ethan Ewing        |         |               |       |              |                |               |               |                |           |           |           |  |  |       |       |       |
|  | 16      | Connor O'Leary     | 11.00   |               |       |              |                |               |               |                |           |           |           |  |  |       |       |       |
|  | 16      | Connor O'Leary     | 11.00   |               |       |              |                |               |               |                |           |           |           |  |  |       |       |       |